# SimTower
 (juillet 2019).
Si vous disposez d'ouvrages ou d'articles de référence ou si vous connaissez des sites web de qualité traitant du thème abordé ici, merci de compléter l'article en donnant les références utiles à sa vérifiabilité et en les liant à la section « Notes et références ».
SimTower (ou SimTower: The Vertical Empire) est un jeu de gestion publié par Maxis. Il fait partie de la série des jeux Sims.

## Description
SimTower est sorti peu après Sim City 2000. Bien que ce jeu fut publié par Maxis, il a été à l'origine développé au Japon et sa licence a été acquise par Maxis. Il fut publié sous le nom de The Tower au Japon, et développé par Open Book, la compagnie de Yoot Saito.
Une suite de SimTower, Yoot Tower fut également développée par OPeNBooK et publiée par Sega aux États-Unis en 1999.
Un clone de SimTower pour PocketPC fut lancée en 2004 sous le nom de Tower Mogul.
En 2004 le jeu fut porté sur la console Game Boy Advance sous le nom de The Tower SP.

## Système de jeu
Comme le nom du jeu le suggère, l'objectif est de construire et gérer un gratte-ciel et de veiller à garder ses occupants heureux. Des bureaux, hôtels et appartements donnent aux occupants des endroits où vivre et travailler, tandis que les magasins et les restaurants fournissent l'aspect commercial. Des services tels que les hôpitaux ou les centres de recyclage deviennent nécessaires avec l'accroissement de la taille du gratte-ciel. La progression du joueur est basée sur un système d'étoiles, comme pour les hôtels, avec une nouvelle étoile reçue à chaque fois que la population de la tour dépasse un certain seuil et d'autres conditions. La population est le nombre d'individus actuellement dans la tour ; ainsi, un grand nombre de chambres d'hôtel provoquera un accroissement de la population durant la nuit. Lorsque la tour s'améliore, de plus en plus d'installations peuvent être construites par le joueur. Comme pour les autres jeux Maxis, le gameplay n'est pas linéaire, et SimTower n'a pas de fin spécifique ; cependant, le but principal est une population de 15 000 habitants, ce qui donne à la construction le statut de Tour.
Une des activités clés du jeu est de construire et gérer avec efficacité les ascenseurs dans le but de permettre aux occupants de se déplacer entre les étages facilement et rapidement. En effet, le jeu original était un programme pour tester différentes répartitions d'ascenseurs au sein d'une tour. Beaucoup de joueurs pensent qu'un titre plus approprié pour le jeu serait SimElevator. Selon le livret du jeu, SimTower était, à l'origine, une simulation de l'efficacité des ascenseurs.

## Développement
Développé par Yoot Saito d'OPeNBook, Sim Tower avait pour titre initial The Tower.

### Équipe de développement
- Concept and Game Design : Yoot Saito
- Programmation : Takumi Abe, Nobuyuki Kimura
- Artwork : Atsusi Hotta, Yo Murashima, Hidesato Matsumoto
- Sons : Yasuhiro Kawasaki
- Project Manager : Masahiko Tsukuno
- Production : Michael Perry, John Csicsery